# Mont Chōkai
Le mont Chōkai (鳥海山, Chōkai-san ou Chōkai-zan) est un volcan du Japon à la limite administrative des préfectures de Yamagata et d'Akita, dans la région de Tōhoku. Il fait partie des 100 montagnes célèbres du Japon.

## Honneur
L'astéroïde (9110) Choukai est nommé en son honneur.